# 哥伦比亚保守党
哥伦比亚保守党（西班牙語：Partido Conservador Colombiano），哥伦比亚两大传统政党之一，于1849年成立。1900年至1930年曾經一黨獨大。1946年至1953年在劳雷亚诺·戈麦斯的領導下更實施類法西斯式獨裁統治。1987年曾改为社会保守党，1992年改回原名。全国领导委员会主席卡洛斯·奥尔古因·萨尔迪。